# Saint-Jean-de-Tholome
Saint-Jean-de-Tholome es una comuna y localidad francesa situada en la región Ródano-Alpes, en el departamento de Alta Saboya, en el distrito de Bonneville.

## Geografía
La comuna está situada en la vertiente oeste del Pied du Môle, a 14 km de Bonneville y a veinte de Annemasse. Se ubica a los pies de los Alpes cerca de la frontera con Suiza.

## Demografía
| 402 | 411 | 422 | 466 | 535 | 745 |
| Para los censos de 1962 a 1999 la población legal corresponde a la población sin duplicidades (Fuente: INSEE [Consultar]) |     |     |     |     |     |

## Lista de alcaldes
- 2001-actualidad: Christine Caffard